# 雷德克雷斯特 (加利福尼亞州)
雷德克雷斯特（英語：Redcrest）是位於美國加利福尼亞州洪堡縣的一個人口普查指定地區。

## 地理
雷德克雷斯特的座標為40°24′02″N 123°57′00″W / 40.40056°N 123.95000°W，而該地最高點為海拔高度115米（即377英尺）。

## 人口
根據2010年美國人口普查的數據，雷德克雷斯特的面積為1.549平方千米，當中陸地面積為1.549平方千米，而水域面積為0.000平方千米。當地共有人口189人，而人口密度為每平方千米122人。